# Viana do Castelo
Pour les articles homonymes, voir Viana.
Viana do Castelo est une municipalité (en portugais : concelho ou município) du Portugal, située dans le district de Viana do Castelo et la région Nord du Minho.
C'est une ville réputée pour la pratique du surf.

## Géographie
Viana do Castelo est limitrophe :
- au nord, de Caminha.
- à l'est, de Ponte de Lima,
- au sud, de Esposende et Barcelos.

La municipalité dispose en outre d'une façade maritime, à l'ouest, sur l'océan Atlantique.

## Histoire
La ville a reçu sa première charte en 1258, octroyée par le roi Alphonse III. Elle a porté le nom de Viana da Foz do Lima jusqu'en 1848, date à laquelle un décret de la reine Marie II lui a donné le nom actuel en même temps que lui était reconnu le rang de « cité ».
La ville possède une forte tradition maritime, notamment par l'existence de ses chantiers navals.
Modeste village de pêcheurs au Moyen Âge, la cité connut un essor prodigieux au XVIe siècle, lorsque ses marins allèrent pêcher la morue sur les bancs de Terre-Neuve et développèrent leurs relations commerciales avec les villes hanséatiques. De cette époque datent les demeures manuélines et de la Renaissance. Après une période de déclin consécutive à l'accession du Brésil à l'indépendance (début du XIXe siècle) et à la guerre civile, la ville est redevenue un actif centre de pêche en haute mer : industries (bois, céramique, pyrotechnie, constructions navales), et artisanat (costumes, broderies) contribuent à sa prospérité.

## Démographie
| 1801   | 1849   | 1900   | 1930   | 1960   | 1981   | 1991   | 2001   | 2004   |
| ------ | ------ | ------ | ------ | ------ | ------ | ------ | ------ | ------ |
| 17 889 | 36 084 | 47 311 | 53 380 | 75 320 | 81 009 | 83 095 | 88 631 | 90 654 |

| 2011   | - | - | - | - | - | - | - | - |
| ------ | - | - | - | - | - | - | - | - |
| 88 725 | - | - | - | - | - | - | - | - |

## Transports

### Routes
Viana do Castelo est relié:
- À l'est (Ponte de Lima et Arcos de Valdevez) par l' et l'IC 28
- Au nord (Caminha) et au sud (Porto) par l' .

## Monuments

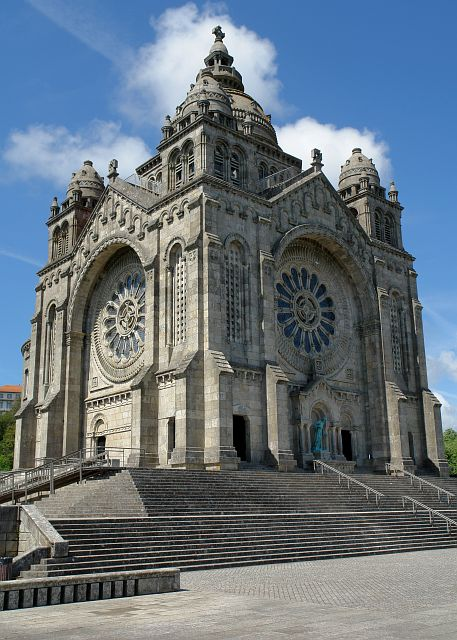
Église du Sacré-Cœur de Jésus Santa Luzia

On peut y voir son « Sacré-cœur », la basilique Sainte-Lucie (basilica de Santa Luzia), nommée d'après sainte Lucie, patronne des yeux. L'édifice de style néo-byzantin est desservi par un funiculaire (elevador de Santa Luzia).
Il y a aussi l'église de São Domingos et la chapelle das Malheiras. Viana possède aussi un musée, nommé Largo de São Domingos.
Le centre-ville, avec la Praça da Républica, possède plusieurs monuments : l'ancienne mairie (actuel Oficio de Tourismo), un ancien hôpital et l'église de la Misericordia.
On trouve aussi l'église de Notre-Dame da Agonia, en l'honneur de laquelle des fêtes religieuses ont lieu tous les ans, le week-end le plus proche du 20 août. Lors de la Procession à la mer; on promène la Vierge jusqu'à l'embouchure du fleuve pour qu'elle bénisse les eaux, les rendant riches et fertiles en poisson et pour qu'elles soient amènes avec les pêcheurs, leur permettant de toujours rentrer au port. Ces festivités s'achèvent toujours par un feu d'artifice sur le Rio Lima.
Le pont Eiffel, qui porte la route et la voie ferrée reliant le Portugal à l'Espagne et au reste de l'Europe, a été restauré après plus d'un siècle de service. En ce qui concerne les héros de la ville, statue de João Álvares Fagundes, hommage aux pêcheurs de morue. C'est lui qui a découvert le chemin vers le Nord où l'on pouvait pêcher ce poisson.
La Statue de Viana : il s'agit d'une déesse portant un bateau, symbolisant toujours le mariage de Viana et de la mer.
Statue Havemos de ir a Viana (« nous devons aller à Viana »), comme Amália Rodrigues le dit dans un de ses fados, écrit par un autre grand amoureux de la ville, Pedro Homem de Melo.

## Économie
L'économie municipale est principalement basée sur la pêche, la réparation et la construction navale, les activités portuaires, l'agro-pastorale, la sylviculture, l'industrie alimentaire, le commerce de détail, les services publics et privés (panneaux et assurances) et dans le tourisme (restauration et hôtellerie), ainsi que l'administration locale.

## Jumelage
- Riom (France)
- Aveiro (Portugal)
- Lugo (Espagne)  (Espagne)
- Hendaye (France)
- Ziguinchor (Sénégal)
- Pessac (France)

## Patrimoine

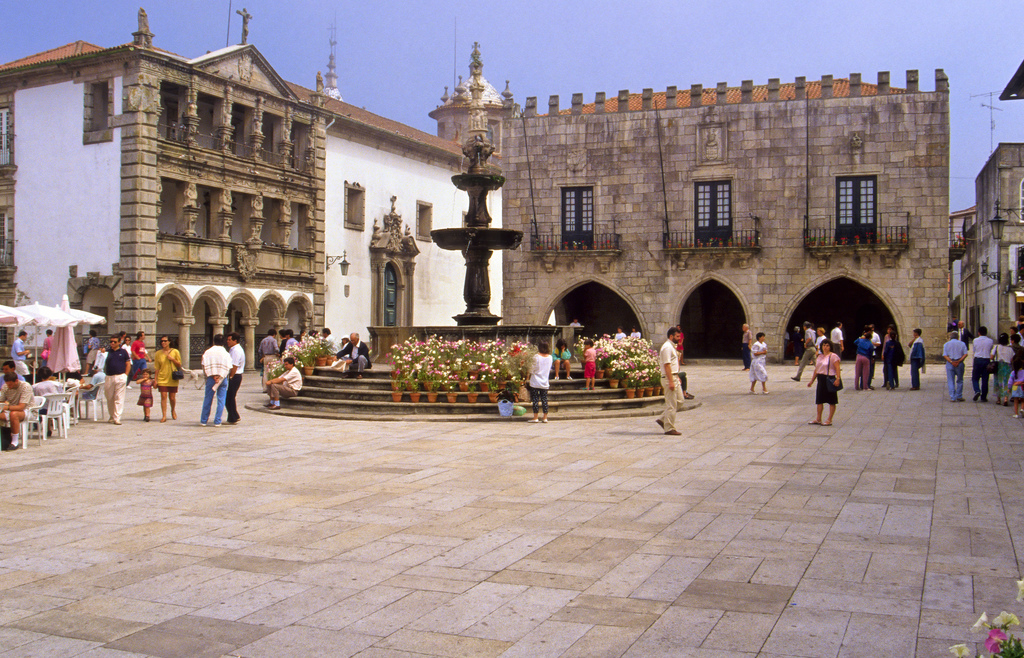
Maisons anciennes sur la place centrale : la Miséricorde et la maison gothique

Le patrimoine construit inclut la cathédrale (du XVe siècle, modifiée aux XVIIIe et XIXe), le sanctuaire de Saint Luzia (romano-byzantin, XXe s.), la Miséricorde, la tour du Roqueta, les paços de la commune (tous les deux médiévaux), le palais du Távoras (du XVIe siècle), le château de la Barre (du XVIIe siècle), la chapelle de la maison de la Place de la République (de la période baroque), le pont Eiffel (du XIXe siècle, construit par les ingénieurs d'Eiffel), et la citânia de Saint Luzia.

## Shopping
Le centre-ville et ses rues anciennes et étroites proposent beaucoup d'enseignes et il y a également le centre commercial, la station Viana Shopping, qui se trouve sur les hauteurs de la ville face à l'hôpital de Santa Luzia.

## Subdivisions

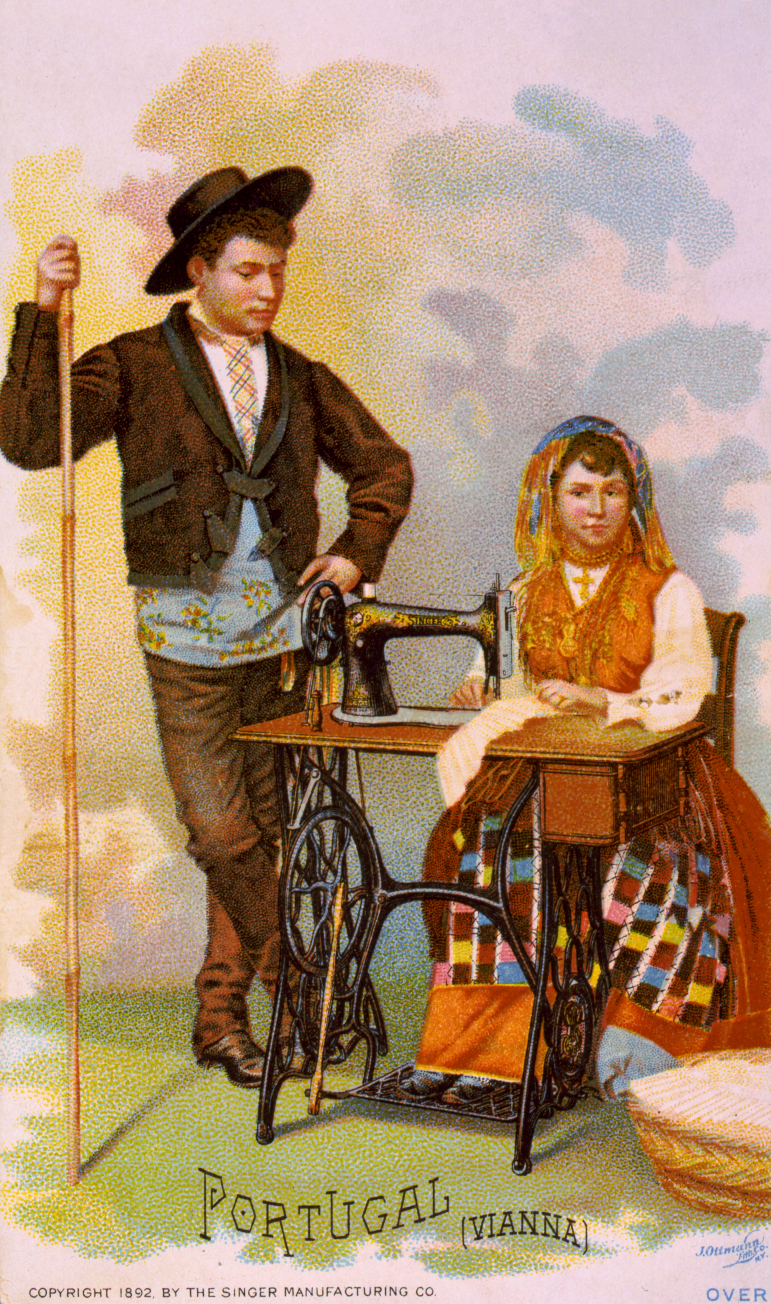
Couple de Viana, portant des vêtements traditionnels (fin du XIXe siècle)

La municipalité regroupe 27 freguesias (paroisses civiles), contre 40 avant la « réorganisation administrative du territoire des freguesias » de 2013. Il s'agit de :
- Afife
- Alvarães
- Amonde
- Anha
- Areosa
- Barroselas e Carvoeiro
- Cardielos e Serreleis
- Carreço
- Castelo do Neiva
- Chafé
- Darque
- Geraz do Lima (Santa Maria, Santa Leocádia e Moreira) e Deão
- Freixieiro de Soutelo
- Lanheses
- Mazarefes e Vila Fria
- Montaria
- Mujães
- Nogueira, Meixedo e Vilar de Murteda
- Outeiro
- Perre
- Santa Marta de Portuzelo (Portuzelo)
- São Romão de Neiva (Neiva)
- Subportela, Deocriste e Portela Susã
- Torre e Vila Mou
- Viana do Castelo (Santa Maria Maior e Monserrate) e Meadela
- Vila de Punhe
- Vila Franca

## Personnalités
- C'est la ville d'origine des parents du chanteur de rap français Kool Shen
- Tiago Mendes, ancien joueur professionnel de football du Club Atlético de Madrid, passé par le SL Benfica, le Chelsea Football Club, l'Olympique lyonnais et la Juventus Football Club, en est également originaire
- Pedro Neto, footballeur professionnel portugais, est né à Viana do Castelo.
- Xisco Pires, footballeur andorran, y est né.
- Rodrigo Ribeiro, footballeur professionnel portugais, est né à Viana do Castelo.